# Gmina Sollentuna
Gmina Sollentuna (szw. Sollentuna kommun) – gmina w Szwecji, w regionie Sztokholm.
Pod względem zaludnienia Sollentuna jest 34. gminą w Szwecji. Zamieszkuje ją 58 897 osób, z czego 50,53% to kobiety (29 761) i 49,47% to mężczyźni (29 136). W gminie zameldowanych jest 4129 cudzoziemców. Na każdy kilometr kwadratowy przypada 1111,26 mieszkańca. Pod względem wielkości gmina zajmuje 283. miejsce.